# Helina orbitaseta
Helina orbitaseta este o specie de muște din genul Helina, familia Muscidae. A fost descrisă pentru prima dată de Stein în anul 1898. Conform Catalogue of Life specia Helina orbitaseta nu are subspecii cunoscute.